# Bảo tàng Khoa Lịch sử Dược phẩm ở Lublin
Bảo tàng Khoa Lịch sử Dược phẩm ở Lublin (tiếng Ba Lan: Muzeum Zakładu Historii Farmacji w Lublinie) là một bảo tàng nằm trong một hiệu thuốc lịch sử ở Khu Phố Cổ của Lublin, tọa lạc tại số 5a Phố Grodzka, Lublin, Ba Lan.  Bảo tàng do Công ty PZF "Cefarm - Lublin" S.A điều hành.

## Lịch sử hình thành
Bảo tàng Khoa Lịch sử Dược phẩm ở Lublin được thành lập vào năm 1975 với tên gọi Nhà thuốc Lịch sử của Vùng Lublin. Trụ sở ban đầu của Bảo tàng là tòa nhà ở Phố Mieszka I. Tuy nhiên, vì vị trí của tòa nhà này khó tiếp cận du khách nên các bộ sưu tập của Bảo tàng được chuyển đến trưng bày tại tòa nhà ở Phố Bramowa (trong các năm 1983–1988). Từ năm 1988, các bộ sưu tập của Bảo tàng chuyển đến trụ sở hiện tại.

## Triển lãm
Bộ sưu tập của Bảo tàng Khoa Lịch sử Dược phẩm ở Lublin hiện đang chiếm hai phòng trong tòa nhà:
- Phòng đầu tiên trưng bày đồ nội thất của hiệu thuốc trước đây với bộ sưu tập chai, lọ dược phẩm và các dụng cụ dược phẩm.
- Phòng thứ hai trưng bày các tài liệu (đơn thuốc, nhãn), và các thứ khác.[2]

## Giờ mở cửa
Bảo tàng Khoa Lịch sử Dược phẩm ở Lublin hoạt động quanh năm, mở cửa từ thứ Ba đến thứ Sáu. Khách tham quan được vào cửa miễn phí.